# Офика
 Тази статия е за вида растения.  За рода вижте Офика (род).  
Офиката (Sorbus aucuparia) е дърво, високо около 15 – 16 m, със сива и гладка кора, която при старите дървета се напуква слабо. Кореновата система на офиката е силно развита.

## Анатомия и физиология
Короната е широкояйцевидна до закръглена. Листата са сложни-текоперести, съставени от 9 – 17 лисчета до 6 cm дълги и удължено-елиптични до продълговато-ланцетни по форма. Назъбени, понякога в основата са целокрайни, окосмени отдолу. Отгоре са жълтозелени, отдолу – сивозелени. През есента добиват оранжево-червена багра. Младите листа и пъпките са окосмени. Цветовете са бели, събрани в 10 – 18 cm щитовидни метлици, в кичесто съцветие с петлистна чашка, петлистно венче и многобройни тичинки. Цъфти през май в продължение на 10 дни. Плодът е дребен, от 6 до 9 (рядко до 14) милиметра в диаметър, зелен, през есента става оранжево-червен, месест и топчест, с кисело-стипчив вкус.

## Разпространение
Разпространена е в Европа до Западна Азия и Сибир. Расте предимно в горските планински местности.

## Екологични изисквания
Среща се до 1800 м н.в., изисква влажен климат, свежи и плодородни почви и добро осветление. Широко използван в парковете вид за единично, групово или алейно засаждение.

## Химически състав
Плодовете съдържат: Витамин С, 1-ка каротин, криптоксантин, захари, ябълчена, лимонена и винена киселина, цианинхлорид, дъбилни вещества, етерично масло, янтарна, сорбинова и парасорбинова (отровна!) киселина, пектин, багрило, горчиви вещества.